# Heinrich von England

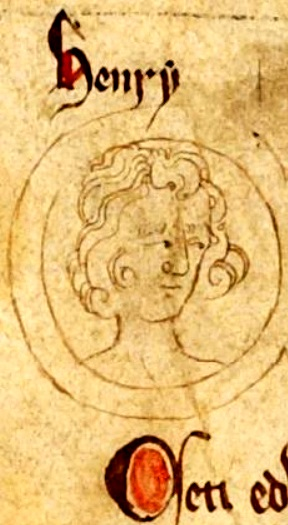
Darstellung des Heinrich auf dem Stammbaum der Englisch Könige

Heinrich von England (englisch Henry) (* 13. Juli 1267 oder Mai 1268; † 14. Oktober 1274 in Guildford Castle) war ein englischer Königssohn. Von 1272 bis zu seinem Tod war er Thronfolger.

## Familie
Heinrich entstammte der Familie Plantagenet. Er war vermutlich das vierte Kind und der zweite Sohn des englischen Thronfolgers Eduard und dessen Frau Eleonore von Kastilien. Er wuchs zusammen mit seiner Schwester Eleonore und seinem Cousin John of Brittany unter der Aufsicht seiner Großmutter Eleonore von der Provence in Windsor Castle in einem eigenen Haushalt auf, während seine Eltern ab 1270 einen Kreuzzug ins Heilige Land unternahmen. Sein älterer Bruder Johann starb 1271, und nachdem sein Vater nach dem Tod von König Heinrich III. 1272 dessen Nachfolger wurde, wurde Heinrich der nächste Thronfolger. Dies war zu seiner Zeit jedoch noch mit keinem eigenen Titel verbunden. Seine Eltern reisten auf der Rückreise vom Heiligen Land zunächst 1273 in die Gascogne, wo sein Vater plante, Heinrich mit Johanna, der Tochter und Erbin von König Heinrich I. von Navarra zu verheiraten. Dieser starb jedoch im Juli 1274, und Johannas Mutter Blanche d’Artois nahm das Kleinkind mit nach Frankreich. Heinrichs Eltern kehrten erst im August 1274 wieder nach England zurück, und er reiste ihnen bis Canterbury entgegen. Er nahm an mehreren Zeremonien, die zur Feier der Rückkehr seines Vaters stattfanden, und an der Krönung seiner Eltern in Westminster Abbey am 19. August teil. Als der bereits zuvor kränkliche Heinrich im September in Guildford Castle erneut erkrankte und schließlich im Sterben lag, reisten seine Eltern dennoch nicht die kurze Strecke von London nach Surrey. Heinrich wurde im Grab seiner als Kind gestorbenen Tante Katharina in der Westminster Abbey beigesetzt, in dem noch mehrere andere als Kind gestorbene Königskinder beigesetzt wurden. Sein jüngerer Bruder Alphonso wurde neuer Thronfolger.